# 卡西欧 FX-702P
FX-702P是一款由卡西欧在1981年至1984年之间发行的可编程计算器。 

## 显示器
FX-702P拥有可以显示20个字符的单行点阵液晶显示器。其可以显示10位尾数（包括符号），但是计算器内部计算时则使用12位尾数。

## 编程
FX-702P采用了一种特殊的编程语言。其同时可以保存最多10个程序（P0-P9），这些程序被允许保存至磁带，同时，程序可以被加密保存。

## 端口
FX-702P和Casio FX-602P系列一样，使用了Casio FA-2端口。这个端口可以让计算器直接连接到Casio FP-10打印机。另外，这个系列的打印机也适用于FX-502P 系列。